# Stenochariergus hollyae
Stenochariergus hollyae là một loài bọ cánh cứng trong họ Cerambycidae.